# Hovevei Tsion
Hovevei Tsion (en hebreu: חובבי ציון) (en català: "Els Amants de Sió") és el nom d'un moviment popular jueu, social i nacional, que va estar actiu entre finals del segle xix i principis del segle xx. El seu objectiu era la renovació del poble d'Israel mitjançant el retorn a Sió, i la construcció d'una pàtria jueva a Palestina.

## Història
El moviment, va ser batejat al principi com "Amor de Sió", va ser fundat a Rússia en 1881 per un metge de Odesa, el jueu Lleó Pinsker, després dels avalots i els pogroms anti-jueus, que van despertar l'esperit comunitari d'alguns, i van donar lloc al naixement d'un moviment popular, que estava organitzat al voltant de la idea del retorn a Sió.
Encara que diversos projectes i idees similars havien estat prèviament discutides individualment per personalitats com els rabins Zvi Hirsch Kalischer i Yehuda Hay Alkalai, el filòsof Moses Hess, els escriptors David Gordon, Peretz Smolenskin i Eliezer Ben Yehuda, els amants de Sió van ser el primer moviment popular que va desenvolupar i va implementar els ideals del sionisme.
Després d'aquest moviment, van aparèixer diverses associacions jueves amb altres noms, les quals promovien l'assentament dels jueus a la Terra d'Israel. Un grup sionista va ser fundat a Varsòvia per Ludwik Lejzer Zamenhof. L'objectiu comú es basava en la idea que no hi havia salvació possible pels jueus en els seus països d'origen, i en què la solució estava en la tornada a Sió.
En la dècada de 1880 es van produir onades de pogroms a Rússia (1881-1884) i la introducció de les lleis de Maig pel Tsar Alexandre III, seguides dels alderulls antisemites de Londres, a la fi de la dècada de 1880. El Doctor Pinsker va ser qui va plantar les llavors ideològiques de l'Amor a Sió, en el seu llibre Autoemancipació, el qual va ser publicat en 1882.
La conferència de Katowice, a Polònia, va ser la primera reunió oficial de l'organització dels amants de Sió, va aplegar a 35 representants procedents de diferents països, i va concloure amb el manifest de l'aliança dels amants de Sió, la qual va ser presidida pel Doctor Pinsker. Aquesta aliança es va anomenar originalment "Record de Moisès", en homenatge a Moses Montefiore, per les seves accions en favor dels jueus de la Terra d'Israel.
El moviment dels amants de Sió es va estendre a tots els centres de població jueva del Món. A Europa central i a l'Europa occidental, va adoptar una forma més cultural.
A l'Europa de finals del segle xix, hi havia jueus que eren contraris a l'assimilació cultural, van ser ells els que van sentar les bases del moviment polític i ideològic sionista, liderat durant els seus primers anys pel periodista Teodor Herzl.
En el congrés de Katowice de 1884, el jueu Tzvi Herman Shapira, va proposar a l'organització crear un fons de compra de terres en Palestina. El que més endavant seria el Fons Nacional Jueu (en anglès: Jewish National Fund). En la segona conferència dels amants de Sió que va tenir lloc a Drusknik en 1887, van aparèixer antagonismes entre els joves dirigents laics (Menahem Usishkin i Meïr Dizengoff), i les tendències religioses ortodoxes, sota el lideratge del rabí Samuel Mohaliver.
Durant la tercera conferència, la influència jueva ortodoxa es va enfortir fins a l'adhesió de l'organització dels fills de Moisès, la qual va invertir la tendència del congrés a favor d'una majoria il·lustrada i laica. L'associació va prendre llavors el camí d'una ideologia cultural nacional. Els amants de Sió, van fundar una associació que promovia la propagació de l'idioma hebreu modern, i van publicar diverses obres literàries en aquest idioma.
En 1890, amb l'aprovació del govern rus, van crear l'associació per a l'assistència dels camperols i els artesans jueus a Síria i Palestina, la qual organitzava les activitats del moviment sionista a l'Imperi Rus. El consell central de l'organització s'anomenava el comitè de Odesa.
En 1897, abans de la celebració del primer congrés sionista, el comitè de Odessa comptava amb més de 4.000 membres. Una vegada que el congrés va establir l'Organització Sionista Mundial, l'associació dels Amants de Sió es va unir amb ella. Amb la creació de l'organització sionista mundial, sota el lideratge del periodista Teodor Herzl, l'associació dels Amants de Sió i els seus membres van unir-se al moviment sionista, i van continuar actuant dins d'aquest moviment.
A Palestina, una nació d'Orient Pròxim que formava part de l'Imperi Otomà, els Amants de Sió van contribuir a la construcció de noves comunitats, i noves escoles a la Terra d'Israel (Eretz Israel ). Molts d'aquests jueus, van emigrar a Palestina, i van esdevenir els fundadors de les ciutats de Rixon le-Tsiyyon, Roix Pinà, Zichron Yaakov, i altres poblacions. Estaven entre els pioners que van fundar la ciutat de Pétah Tiqvà. El consell de la ciutat ucraïnesa d'Odessa, va ser dissolt el 1919 pels bolxevics.